# Канал имени Петра Великого
Канал имени Петра Великого (Кронштадтский канал, Петровский канал) — канал в Кронштадте. Охраняется как памятник архитектуры, в состав ансамбля которого входит морская часть канала, бассейн с насосной станцией и отводным каналом, Петровский (южный) док, Доковый мост, доки в крест-канале и овраг между крест-каналом и бассейном с кюветом.
Строительство началось в 1719 году. Им интересовался Пётр I, дававший указания об отдельных деталях; главный надзор осуществлял сенатор М. М. Самарин (в дальнейшем — адмирал П. И. Сиверс), командовавший Эдвардом Лейном, которому подчинялись руководившие работами на отдельных участках комиссары от губерний.
Ремонтные доки использовались уже с 1724 года, но после смерти Петра I (в 1725 году) работы были приостановлены до 1732 года. В 1732 году (также указываются в качестве возможных дат 1734 и 1739 годы) был назначен И. фон Люберас, закончивший сооружение к 30 июня 1752 года. С 1747 года в строительстве для его ускорения участвовал Андрей Константинович Нардов, изобрёвший прочные и лёгкие три пары двойных шлюзовых ворот.
Из заложенного в проект не была завершена часть канала, значащаяся сейчас как овраг, не была построена башня-маяк (для которой был заложен фундамент в 1722 году).
Стены канала и дамбы были сделаны из тёсанного камня, укреплены металлическими скобами и залиты цементом специального состава. Изначально стены канала были облицованы известняком, плохо переносившим изменение уровня воды и поэтому в дальнейшем частично заменённым гранитом. Бассейн, в котором находились судна на ремонте, и протока из дока к нему были вырыты ниже уровня воды залива, в сам бассейн вода заливалась самотёком, при необходимости откачать её сначала использовались ветряные мельницы, запускавшие помпы, с 1777 года — первая паровая машина России, привезённая из Шотландии. Для размещения этой машины было построено отдельное здание. Стены бассейна были целиком облицованы гранитными валунами.
Канал использовался для изначальной цели, ремонта кораблей, до 2006 года, с тех пор постепенно разрушается. В 2015 году комплекс был передан в оперативное управление Музею истории Кронштадта.
В 2017 году часть канала, Петровский док, было решено превратить в Музей затонувших кораблей (музей кораблей, затонувших в Балтийском море), на что было выделено 5 млн рублей. Открытие планировалось не ранее 2022 года. Название «Музей затонувших кораблей» было придумано журналистами, более вероятно музей будет назван «Музей подводной археологии». Часть музея планируют занять действующей верфью исторического судостроения.
В апреле 2025 года Комитет по госзаказу Петербурга разместил заявку на сайте госзакупок на проведение противоаварийных работ стоимостью 163 млн рублей на объекте культурного наследия «Доки в крест-канале», который входит в комплекс «Канала им. Петра Великого». Согласно отчёту экспертов, Северный, Западный и Восточный доки находятся в аварийном состоянии, заросли дикими деревьями, кустарником, лишайником, мхом и плесенью, в нескольких местах выпали камни из кладки и обрушились части конструкции.